# Campeonato Panamericano de Judo de 2012
El XXXVII Campeonato Panamericano de Judo se celebró en Montreal (Canadá) entre el 27 y el 29 de abril de 2012 bajo la organización de la Confederación Panamericana de Judo.
En total se disputaron quince pruebas diferentes, ocho masculinas y siete femeninas.

## Resultados

### Masculino
| Evento  | Oro                             | Plata                           | Bronce                                                           |
| ------- | ------------------------------- | ------------------------------- | ---------------------------------------------------------------- |
| –55 kg  | Cristian Toala · Ecuador        | Mahdi Zeghir · Canadá           | Fredy López · El Salvador · Nathan Kearney · Estados Unidos      |
| –60 kg  | Felipe Kitadai · Brasil         | Sergio Pessoa · Canadá          | Hernán Birbrier · Argentina · Javier Guédez · Venezuela          |
| –66 kg  | Leandro Cunha · Brasil          | Sasha Mehmedovic · Canadá       | Ricardo Valderrama · Venezuela · Bradford Bolen · Estados Unidos |
| –73 kg  | Ronald Girones · Cuba           | Bruno Mendonça · Brasil         | Nicholas Delpopolo Estados Unidos Alejandro Clara Argentina      |
| –81 kg  | Leandro Guilheiro · Brasil      | Antoine Valois-Fortier · Canadá | Emmanuel Lucenti · Argentina · Pedro Castro · Colombia           |
| –90 kg  | Alexandre Émond · Canadá        | Asley González · Cuba           | Eduardo Bettoni · Brasil · Mervin Rodríguez · Venezuela          |
| –100 kg | Renan Nunes · Brasil            | Cristian Schmidt Argentina      | Ítalo Córdova · Chile · Oreidis Despaigne · Cuba                 |
| +100 kg | Rafael Carlos da Silva · Brasil | Óscar Brayson · Cuba            | Anthony Turner · Estados Unidos · Carlos Zegarra · Perú          |

### Femenino
| Evento | Oro                               | Plata                            | Bronce                                                           |
| ------ | --------------------------------- | -------------------------------- | ---------------------------------------------------------------- |
| –48 kg | Dayaris Mestre · Cuba             | Sarah Menezes · Brasil           | Luz Adiela Álvarez · Colombia · Edna Carrillo · México           |
| –52 kg | Érika Miranda · Brasil            | Yulieth Sánchez · Colombia       | María García · República Dominicana · Yanet Bermoy Acosta · Cuba |
| –57 kg | Rafaela Silva · Brasil            | Yadinis Amaris · Colombia        | Joliane Melançon · Canadá · Yurisleidy Lupetey · Cuba            |
| –63 kg | Yaritza Abel · Cuba               | Estefanía García · Ecuador       | Mariana Silva · Brasil · Jessica García · Puerto Rico            |
| –70 kg | Maria de Lourdes Portela · Brasil | Onix Cortés Aldama · Cuba        | Yuri Alvear · Colombia · Kelita Zupancic · Canadá                |
| –78 kg | Mayra Aguiar · Brasil             | Yalennis Castillo Ramírez · Cuba | Anny Cortés · Colombia · Amy Cotton · Canadá                     |
| +78 kg | Idalys Ortiz · Cuba               | Melissa Mojica Puerto Rico       | Vanessa Zambotti · México · Maria Altheman · Brasil              |

## Medallero
| Núm. | País                 | Oro | Plata | Bronce | Total |
| ---- | -------------------- | --- | ----- | ------ | ----- |
| 1    | Brasil               | 9   | 2     | 3      | 14    |
| 2    | Cuba                 | 4   | 4     | 3      | 11    |
| 3    | Canadá               | 1   | 4     | 3      | 8     |
| 4    | Ecuador              | 1   | 1     | 0      | 2     |
| 5    | Colombia             | 0   | 2     | 4      | 6     |
| 6    | Argentina            | 0   | 1     | 3      | 4     |
| 7    | Puerto Rico          | 0   | 1     | 1      | 2     |
| 8    | Estados Unidos       | 0   | 0     | 4      | 4     |
| 9    | Venezuela            | 0   | 0     | 3      | 3     |
| 10   | México               | 0   | 0     | 2      | 2     |
| 11   | Chile                | 0   | 0     | 1      | 1     |
| 11   | República Dominicana | 0   | 0     | 1      | 1     |
| 11   | El Salvador          | 0   | 0     | 1      | 1     |
| 11   | Perú                 | 0   | 0     | 1      | 1     |
|      | TOTAL                | 15  | 15    | 30     | 60    |